# شانون هيجارتي
شانون هيجارتي (بالإنجليزية: Shannon Hegarty)‏ هو لاعب دوري الرغبي أسترالي، ولد في 14 يونيو 1979 في بريزبان في أستراليا.

## وصلات خارجية
- شانون هيجارتي على موقع IMDb (الإنجليزية)